# Ганс-Гельмут Аншюц
Ганс-Гельмут Аншюц (нім. Hans-Helmut Anschütz; 27 червня 1923, Ерфурт — 30 вересня 1987, Німеччина) — німецький офіцер-підводник, оберлейтенант-цур-зее крігсмаріне, капітан-цур-зее бундесмаріне.

## Біографія
1 січня 1941 року вступив на флот. З серпня 1943 року — 2-й вахтовий офіцер на підводному човні U-427. В березні 1944 року переданий в розпорядження 29-ї флотилії. З серпня по 1 жовтня 1944 року пройшов курс позиціонування (радіовимірювання), з 2 жовтня по 16 листопада — курс командира човна. З 17 листопада 1944 року — командир роти 24-ї флотилії. З 22 грудня 1944 по 31 березня 1943 року — командир U-150, після чого був переданий в розпорядження 22-ї флотилії і більше не отримав призначень. В травні був взятий в полон британськими військами. В жовтні 1945 року звільнений.

## Звання
- Кандидат в офіцери (1 січня 1941)
- Фенріх-цур-зее (1 грудня 1941)
- Оберфенріх-цур-зее (1 жовтня 1942)
- Лейтенант-цур-зее (1 липня 1943)
- Оберлейтенант-цур-зее (1 січня 1945)

## Нагороди
- Залізний хрест 2-го класу (1942)
- Нагрудний знак підводника (4 грудня 1943)